# Al Bianchi
Pour les articles homonymes, voir Bianchi.
Al Bianchi, né le 26 mars 1932 dans le Queens dans l'État de New York et mort le 28 octobre 2019 à Phoenix dans l'Arizona, est un joueur, entraîneur et dirigeant américain de basket-ball. Il évolua aux postes de meneur et d'arrière.

## Biographie
Surnommé "Blinky", il a assisté à P.S. Il est diplômé de la Long Island City High School en 1950. Diplômé de la Bowling Green State University en 1954, il a été élu membre de la "All-Ohio Team" et a reçu une mention honorable en tant que All-American Basketball. Il a servi dans l’US Army Medical Corp de 1954 à 1956.

## Palmarès
- Entraîneur de l'année ABA 1971